# Potočani (gmina Vukosavlje)
Potočani (cyr. Поточани) – wieś w Bośni i Hercegowinie, w Republice Serbskiej, w gminie Vukosavlje. W 2013 roku liczyła 180 mieszkańców.